# Connor Wickham
Connor Neil Wickham (Hereford, Inglaterra, Reino Unido, 31 de marzo de 1993), más conocido como Connor Wickham, es un futbolista inglés. Juega como delantero y se encuentra sin equipo tras abandonar el Charlton Athletic F. C. Por su forma de juego, fue comparado con Wayne Rooney.
Connor fue considerado una de las promesas del fútbol inglés, junto con Josh McEachran y Nathaniel Chalobah del Chelsea FC, Jordan Henderson, Jonjo Shelvey y Andre Wisdom del Liverpool FC, Jack Wilshere y Alex Oxlade-Chamberlain del Arsenal FC, Phil Jones del Manchester United y Ross Barkley del Everton FC.

## Infancia
Nacido en Hereford, Herefordshire, y siendo hijo de un oficial del ejército, Connor creció siendo un seguidor del Liverpool FC y considera a Fernando Torres su modelo a seguir. Connor estudió en el Colegio Philip Morant en Colchester, donde obtuvo ocho CGES de calificación A-C, así como también haber sido un miembro destacado del equipo de fútbol de su escuela, donde fue un prolífico goleador desde temprana edad. Comenzó a jugar al fútbol en las inferiores del Reading FC, en donde permaneció durante 4 años antes de unirse al Ipswich Town.

## Trayectoria

### Ipswich Town
Connor hizo su debut con el primer equipo del Ipswich Town el 11 de abril de 2009 con apenas 16 años y 11 días de edad, entrando de cambio al minuto 66 por Veliče Šumulikoski en la derrota en casa por 3-1 ante el Doncaster Rovers, convirtiéndose en el jugador más joven en disputar un partido con el Ipswich, habiendo superado el récord anterior de Jason Dozzell por 46 días.
Su primer gol ocurriría en su cuarto partido con el Ipswich, al haber anotado a los minutos 11 y 59 en el empate a 3-3 ante el Shrewsbury Town en la primera ronda de la Football League Cup, el 13 de agosto de 2009. También anotó en la tanda de penales, donde el Ipswich se impuso por 4-2. Su primer gol en la liga fue el 13 de marzo de 2010 ante el Scunthorpe United, al haber anotado al minuto 93 el gol que le dio la victoria al Ipswich por 1-0. Su segundo gol en la liga fue el 5 de abril de 2010, en la victoria de su equipo por 3-1 sobre el Derby County, al haber anotado al minuto 90 el tercer gol del Ipswich. Esto fue dos días después de haber firmado su primer contrato profesional con el Ipswich, con una duración de 2 años.
En abril de 2010, Connor fue elegido el Jugador del Mes en la Football League, luego de haber anotado 3 goles en 4 partidos.
El 3 de mayo de 2010, se informó que el Tottenham Hotspur estaba interesado en contratar a Connor. Se sugirió que el Tottenham iba a ofrecer 5 millones de £ por contratarlo, e iba a cederlo una temporada al Ipswich. Esto fue seguido por comentarios del entrenador del Ipswich, Roy Keane, quien dijo que sería «linchado» por los aficionados si vendiera a Connor. Se creyó que la oferta inicial del Tottenham por 5 millones de £ fue rechazada por el Ipswich, el cual pedía la cantidad de 10 millones de £ por Connor. Luego, el Tottenham regresó con una nueva oferta, ahora de 8 millones de £, con Harry Redknapp renuente a cumplir los 10 millones de £ pedidos por el Ipswich.
El 21 de enero de 2011, Connor firmó una renovación de contrato con el Ipswich, permaneciendo en el club hasta 2013. Dicho contrato tiene una cláusula en la que se especifica que si algún club iguala o supera la cantidad especificada en el contrato, el Ipswich tendrá que permitirle a Wickham entablar negociaciones con el club que haya hecho la oferta. La cláusula podría rondar entre los 10 y los 15 millones de libras esterlinas. Un día después de haber firmado el contrato, y luego de varios meses sin marcar un solo gol, el 22 de enero de 2011, Connor anotó su primer gol de la temporada 2010-11 en la victoria por 3-2 sobre el Doncaster Rovers. El 5 de febrero de 2011, Wickham anotó su segundo gol de la campaña en la victoria por 3-0 ante el Sheffield United, el cual comenzó desde su propio campo para luego librarse de dos jugadores del Sheffield y burlar al guardameta. El exjugador del Ipswich, Kevin Beattie, describió la anotación como "uno de los mejores goles anotados en Portman Road." Diez días después, Connor anotó su primer hat-trick con el Ipswich en la victoria por 6-0 sobre el Doncaster Rovers. Su racha goleadora continuó el 8 de marzo en un encuentro ante el Reading FC, cuando anotó un gol de último minuto. Con el Reading arriba en el marcador por 3-0, su gol no hizo mucha diferencia, aunque sí fue de gran dificultad, ya que golpeó de volea al balón cuando éste venía por encima de su hombro, clavándolo en la esquina superior de la meta desde un ángulo difícil.
El 4 de marzo de 2011, Connor fue elegido como el Mejor Jugador del Mes de Febrero luego de haber anotado 4 goles durante dicho mes, incluyendo el hat-trick ante el Doncaster. Dos semanas después, Connor fue nombrado el Mejor Jugador Joven de la Football League, así como el Mejor Novato del Año en la ceremonia de los premios de la Football League.
El 2 de abril de 2011, el entrenador del Tottenham, Harry Redknapp, dijo que su equipo no había hecho una oferta por Wickham, ya que varios reportes de prensa señalaban que una oferta de 10 millones de libras esterlinas ya se había hecho. Ese mismo día, Wickham anotó el segundo gol del Ipswich en la victoria por 2-1 sobre el Burnley FC.
El 8 de abril de 2011, Wickham firmó una extensión de contrato por un año, la cual lo mantendría en el club hasta 2014. Wickham admitió que estaba encantado de haber firmado el contrato y dijo que sólo quería concentrarse en anotar goles para el Ipswich que en especulaciones sobre su futuro.

"Obviamente estoy muy encantado de haber firmado un nuevo contrato y siento que estoy en el mejor club para crecer como jugador. Luego de echar un vistazo a temporadas anteriores quise aprovechar esta temporada para hacer un verdadero impacto. No comenzó bien conmigo lesionado pero siento que he progresado como jugador desde que regresé al equipo. Estoy jugando partidos cada semana, estoy disfrutando mi juego y el club está yendo por el camino correcto y eso es lo que todos quieren."
Connor Wickham, (8 de abril de 2011).

### Sunderland AFC
A pesar de que clubes como el Tottenhamn Hotspur o el Liverpool FC estaban fuertemente interesados en su contratación, al final Wickham firmó un contrato de 4 años con el Sunderland AFC el 29 de junio de 2011 por una cantidad de 8,1 millones de £, el cual podría elevarse a 12 millones de £ dependiendo de su progreso con su nuevo club. La venta de Wickham ha sido la más cara en la historia del Ipswich, así como la venta más cara de un jugador de la Football League Championship a un equipo de la Premier League en aquel entonces. El director ejecutivo del Ipswich, Simon Clegg, resumió:

"Así como nos hubiera gustado haber mantenido a Connor en Portman Road tenemos que ser realistas y reconocer que la oferta del Sunderland era simplemente demasiado buena como para rechazarla."
Simon Clegg, (29 de junio de 2011).

Su debut con el Sunderland en la Premier League sería el 20 de agosto de 2011 en la derrota por 1-0 frente al Newcastle United, al haber entrado de cambio al minuto 81 por Sebastian Larsson.

### Crystal Palace FC
Wickham llegaría al Crystal Palace el 3 de agosto de 2015 por 13 millones de libras esterlinas.

## Selección nacional
De padre norirlandés, ha representado a Inglaterra, la nación de nacimiento.

### Sub-16
Connor ha representado a la selección de Inglaterra sub-16 y estuvo en espera para representar a la sub-17 durante la temporada 2008-09. Con la sub-16, Connor se consagró campeón de la Victoria Rose Shield, anotando en la victoria de su equipo por 2-0 sobre Escocia en la final. 

### Sub-17
El 11 de agosto de 2009, Connor recibió su primera llamada a la selección de Inglaterra sub-17 para disputar la FA International Tournament, la cual tomaría lugar al mes siguiente.
En mayo de 2010, Connor fue incluido en la lista de jugadores que disputarían el Campeonato Europeo Sub-17 de 2010 en Liechtenstein. Cuando Inglaterra derrotó a la República Checa en dicho campeonato, Connor contribuyó notablemente en el marcador por 3-1, con un desempeño convincente. Luego, en el segundo juego de la fase de grupos ante Grecia, Connor disputó todo el partido, nuevamente con un buen desempeño. Connor no disputó el tercer partido de la fase de grupos ante Turquía, ya que se le mandó a descansar, pero tomó parte en el partido ante Francia en las semifinales, en el que anotó un doblete en la victoria por 2-1. Ambos goles fueron con la pierna zurda y en el primer tiempo. También anotó en la victoria por 2-1 sobre España en la final, luego de haber recibido el balón en la orilla del área y haber vencido a dos defensores para luego anotar con un potente disparo. El 2 de julio de 2010, Connor fue elegido el Mejor Jugador del torneo gracias a su desempeño durante la competencia.
Luego del éxito que tuvo Connor en el campeonato anterior, comenzaron a rondar especulaciones sobre una convocatoria a la selección mayor y su inclusión en la lista final de Fabio Capello para la Copa Mundial de Fútbol de 2010, aunque fuese una apuesta arriesgada. El exjugador Russell Osman dijo: "Por supuesto que la gente se preguntaría por qué (Fabio) Capello llevaría a Wickham a la Copa Mundial pero mi respuesta a eso sería: ¿Por qué no? Sven-Göran Eriksson llevó a Theo Walcott cuatro años antes y él tenía 17 años y con menos experiencia que la que tiene Wickham."

### Sub-21
El 7 de septiembre de 2010, el entrenador de la selección de Inglaterra sub-21, Stuart Pearce, dijo que había estado siguiendo el progreso de Wickham y que lo consideraría para un llamado a la sub-21 cuando se recuperase de una lesión. El 15 de noviembre de 2010, Wickham fue llamado por primera vez a la sub-21 para un partido amistoso ante Alemania, el cual tomaría lugar al día siguiente. En aquel encuentro, Wickham entró de cambio al minuto 69 por Scott Sinclair, aunque Alemania se llevó la victoria por 2-0.
El 14 de marzo de 2011, Wickham fue incluido en la plantilla de la sub-21 para disputar dos encuentros ante Dinamarca e Islandia. Wickham entró de cambio en el encuentro ante Dinamarca e Inglaterra se impuso por 4-0. Sin embargo, en el siguiente encuentro ante Islandia, Wickham fue titular por primera vez y disputó los 90 minutos del partido, aunque Inglaterra fue derrotada por 2-1, con jugadores que son titulares habituales en sus respectivos equipos.
Previo al juego ante Islandia, Wickham admitió que tenía esperanzas de ser incluido en la lista de jugadores que disputaría la Eurocopa Sub-21 de 2011 en junio. Habiendo sido un factor importante en el éxito de la Sub-17 un año antes, Wickham sintió que puede repetir la hazaña en un nivel más alto.

"Será otro campeonato de verano, y yo quiero ganar otro campeonato. Será diferente, pero si jugamos con el potencial que tiene nuestro equipo seremos capaces de derrotar a cualquiera. Todos los muchachos me consideran como un miembro más del equipo y no me tratan de manera diferente a cualquiera. Son un gran grupo de muchachos y estaría feliz de pasar el verano con ellos. Incluso si solamente soy llamado sería genial, pero ganar sería mucho mejor. No veo por qué no podemos seguir adelante y exprimir este verano para ganar el campeonato."
Connor Wickham, (26 de marzo de 2011).

## Clubes
| Club                               | País       | Año       |
| ---------------------------------- | ---------- | --------- |
| Ipswich Town F. C.                 | Inglaterra | 2009-2011 |
| Sunderland A. F. C.                | Inglaterra | 2011-2015 |
| Sheffield Wednesday F. C. (cedido) | Inglaterra | 2013      |
| Sheffield Wednesday F. C. (cedido) | Inglaterra | 2013-2014 |
| Leeds United F. C. (cedido)        | Inglaterra | 2014      |
| Crystal Palace F. C.               | Inglaterra | 2015-2021 |
| Sheffield Wednesday F. C. (cedido) | Inglaterra | 2020      |
| Preston North End F. C.            | Inglaterra | 2021-2022 |
| Milton Keynes Dons F. C.           | Inglaterra | 2022      |
| Forest Green Rovers F. C.          | Inglaterra | 2022-2023 |
| Cardiff City F. C.                 | Gales      | 2023      |
| Charlton Athletic F. C.            | Inglaterra | 2024      |

## Palmarés

### Títulos internacionales
| Título                    | Club (*)          | País          | Año  |
| ------------------------- | ----------------- | ------------- | ---- |
| Campeonato Europeo Sub-17 | Selección inglesa | Liechtenstein | 2010 |

(*) Incluyendo la selección.

### Distinciones individuales
| Distinción                                              | Año  |
| ------------------------------------------------------- | ---- |
| Mejor Jugador del Campeonato Europeo Sub-17 de 2010     | 2010 |
| Mejor Jugador Joven en la Football League               | 2011 |
| Mejor Novato del Año en la Football League Championship | 2011 |

## Patrocinios
En 2010, Connor firmó un acuerdo de patrocinio con la marca deportiva Umbro. Connor apareció en un anuncio para promocionar el nuevo uniforme de la selección de Inglaterra en septiembre de 2010, junto a Wayne Rooney y Joe Hart.